# Diep.io
Diep.io là một trò chơi hành động nhiều người chơi có sẵn cho trình duyệt web, Android và iOS. Lập trình viên người BrazilMatheus Valadares đã tạo ra trò chơi này.Trong trò chơi, người chơi phải điều khiển một chiếc xe tăng di chuyển và và tiêu diệt những người chơi khác trong một đấu trường 2D. Phiên bản di động của trò chơi được phát hành năm 2016 bởi Miniclip.Vào năm 2021, website Addicting Games đã mua lại trò chơi này.

## Cách chơi
Trong Diep.io, mục tiêu chính của người chơi là kiếm điểm bằng cách phá hủy các đa giác khác nhau và giết những người chơi khác bằng cách bắn vào xe tăng của họ hoặc lao vào họ. Bằng cách kiếm được điểm, xe tăng sẽ được lên cấp. Việc lên cấp cho phép người chơi đầu tư một hay nhiều điểm kỹ năng vào các đặc điểm của xe tăng như hồi máu,tăng lượng máu,sát thương cơ thể,tốc độ đạn,độ xuyên thấu,sát thương Đạn,nạp đạn và tốc độ di chuyển cho phép người chơi có được lợi thế hơn những người chơi khác. Người chơi cũng có thể nâng cấp xe tăng của mình lên các hạng mạnh hơn cứ sau 15 cấp, từ cấp 15 cho đến cấp 45, mang lại cho họ những khả năng mà các xe tăng khác có thể không có.Diep.io có các bản đồ khác nhau cho những chế độ chơi như Free-For-All (Miễn phí cho tất cả), Domination (Thống trị) , Tag Team(Đấu đồng đội),Mother ship (tàu mẹ) "vừa được cập nhật"Người chơi không thể tăng cấp cao hơn cấp 45 và cũng không thể thay đổi xe tăng của mình sau khi chọn xe tăng cấp 45, trừ khi người chơi đang chơi chế độ Sandbox (Hộp cát).

## Đón nhận
Diep.io thường được ca ngợi vì lối chơi đa dạng thông qua các chế độ chơi khác nhau và nâng cấp xe tăng.
Maddy Cohen của Screen Rant đã xếp Diep.io là trò chơi video hay nhất sử dụng tên miền.io, nói rằng trò chơi này "thực sự là trò chơi của trò chơi.io" và nó có thể giúp người chơi trực tuyến hàng giờ. Cohen khen ngợi lối chơi đa dạng của trò chơi được cung cấp bởi các chế độ trò chơi khác nhau và tùy chỉnh xe tăng. Anthony Coyle của Gazette Review đã liệt kê Diep.io là một trong năm trò chơi hàng đầu tương tự Slither.io, một trò chơi trực tuyến nhiều người chơi năm 2016. John Corpuz của Tom's Guide đã liệt kê Diep.io là trò chơi ".io" hay thứ ba, sau Slither.io và Agar.io, ca ngợi "hệ thống nâng cấp có liên quan hợp lý", "giá trị chơi lại tốt" và "độ sâu hợp lý". Arjun Sha của Beebom đã xếp Diep.io là một trong mười hai trò chơi thay thế tốt nhất cho Agar.io, ca ngợi các tính năng hợp tác của trò chơi và giới thiệu trò chơi cho độc giả. Disha of Player.One mô tả Diep.io là "rất đơn giản, nhưng cực kỳ gây nghiện", nói rằng thành công của trò chơi không phải là một sự trùng hợp ngẫu nhiên.
Agar.io, Slither.io và Diep.io thường được gọi là ba trò chơi ".io" chính và phổ biến nhất, như được đề cập cùng với Curtis Silver of Forbes, John Corpuz của Tom's Guide, và Disha của Player.One